# Trạm thủy điện Escaldes
Trạm thủy điện Escaldes nằm ở Engolasters của giáo xứ Encamp ở Andorra. Tên của nó được đặt tên theo Les Escaldes, một khu vực nằm ở phía nam của giáo xứ Escaldes-Engordany. Nó sử dụng nước từ Hồ Engolasters, nằm ở độ cao 1.616 mét (5.302 ft) trên mực nước biển để tạo ra thủy điện. Một cửa cống dài 1.250 mét (4.100 ft) cung cấp nước từ Đập Engolasters dài 178 m (584 ft) tới nhà máy thủy điện chứa hai máy phát 14 MW và một tuabin Pelton 17 MW. Chênh lệch độ cao giữa hồ và trạm phát điện là khoảng 490 mét (1.610 ft).
Năm 1929, Đại hội đồng Andorra đã cấp cho Forces Andorranes Societat Anonima (FASA), một công ty thuộc sở hữu của Tây Ban Nha và Pháp, khả năng phát triển đất nước về năng lượng thủy điện. Đổi lại, FASA sẽ xây dựng các tuyến đường cao tốc khác nhau nối với Andorra để đổi lấy việc xuất khẩu năng lượng. Việc xây dựng nhà máy điện và Đập Engolasters bắt đầu vào năm 1930 và nhà máy điện với hai máy phát 14 MW được đưa vào hoạt động vào tháng 8 năm 1934. Bắt đầu từ năm 2007, một máy phát tuabin Pelton thứ ba đã được bổ sung vào trạm. Với công suất 17 MW, nó được đưa vào vận hành vào năm 2008.

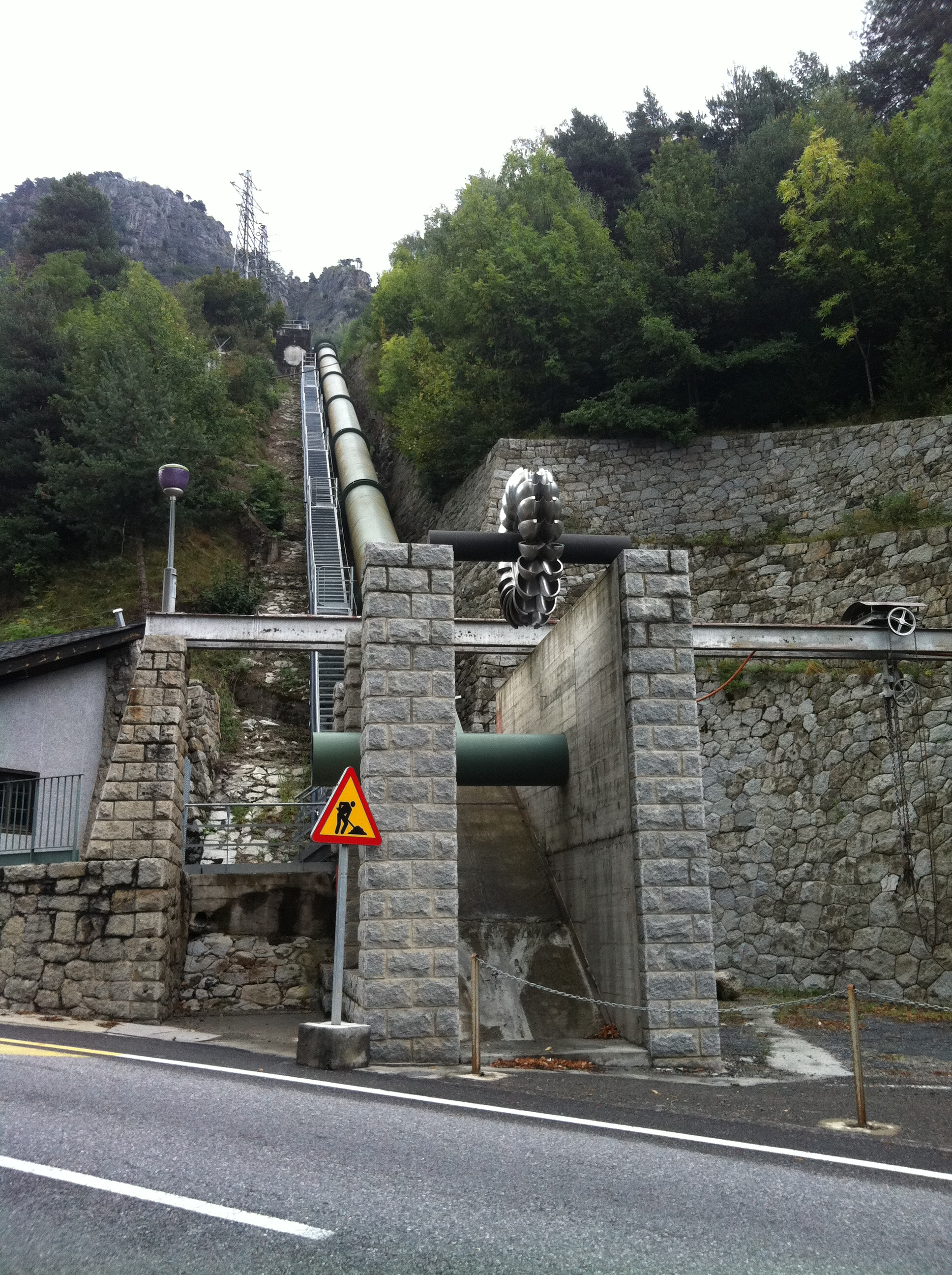
Cửa cống kéo dài từ Đập Engolasters